# ورگم آلگر
ورگم آلگر (به پرتغالی: Vargem Alegre) یک شهرستان برزیل در برزیل است که در میناس گرایس واقع شده‌است.